# Евелін Веррасто
Евелін Веррасто (угор. Evelyn Verrasztó, 17 липня 1989) — угорська плавчиня.
Учасниця Олімпійських Ігор 2004, 2008, 2012, 2016 років.
Чемпіонка Європи з водних видів спорту 2010, 2016 років, призерка 2008, 2012, 2014, 2020 років.
Чемпіонка Європи з плавання на короткій воді 2009, 2010 років, призерка 2007, 2008, 2011, 2017 років.